# Busbiina bosora
Busbiina bosora is een vlinder uit de familie van de Lycaenidae. De wetenschappelijke naam van de soort werd als Thecla bosora in 1870 gepubliceerd door William Chapman Hewitson.